# Pałac Alfreda Biedermanna w Łodzi
Pałac Alfreda Biedermanna – pałac znajdujący się przy ulicy Franciszkańskiej 1/5 w Łodzi, nieopodal skrzyżowania z ulicą Północną.

## Historia
Zbudowany dla Alfreda Biedermanna (1866–1936), syna Roberta. Wzniesiony wraz z zabudowaniami gospodarczymi i wozownią w 1912 roku. Usytuowany w ogrodzie, przypuszczalnie w miejscu istniejącego tu wcześniej parterowego domu zbudowanego jeszcze przez Roberta Biedermanna.
W styczniu 2008 właścicielem pałacu został Uniwersytet Łódzki. Od roku akademickiego 2004/2005 w pałacu ma siedzibę Katedra Historii Sztuki oraz Instytut Kultury Współczesnej Uniwersytetu Łódzkiego. W najbardziej reprezentacyjnej części budynku mają miejsce tylko oficjalne uroczystości uniwersyteckie.
Budynek wpisany jest do rejestru zabytków pod numerem A/271 z 16.09.1980.

## Architektura
Należy do typu pałaców wolnostojących, wznoszonych z dala od fabryki, nie w bezpośrednim jej sąsiedztwie. Otoczony żeliwnym parkanem na ceglanej podmurówce. W parku zachował się stary drzewostan (lipy i dęby), a przy wejściu zabytkowa stróżówka.
Dom mieszkalny składał się z dwóch budynków na planie prostokątów połączonych łącznikiem. Budynek główny jest trzytraktowy, podpiwniczony, dwukondygnacyjny z użytkowym poddaszem.
Całość ma zwartą bryłę o cechach modernistycznych i nakryta jest dachem mansardowym. Główne wejście od strony północnej osłonięte jest portykiem kolumnowym prowadzącym do reprezentacyjnego holu, od którego biegnie korytarz, z rozmieszczonymi wokół pokojami. Na parterze oprócz holu znajdowała się jadalnia i gabinet. Na piętro mające kiedyś charakter mieszkalny prowadzą dwubiegowe drewniane schody o ciekawej, asymetrycznej kompozycji i manierystyczno-barokowej dekoracji balustrad.
Wnętrza były bogato wyposażone w liczne obrazy, rzeźby i dywany wchodzące w skład słynnej kolekcji Alfreda Roberta Biedermanna, juniora (1902–1964). Po II wojnie światowej niewiele z nich pozostało na swoim miejscu.
W pałacu pierwotnie zaplanowano wykonanie witraży, jednak wybuch I wojny światowej zniweczył te plany. Dopiero podczas ostatniego remontu pałacu, prowadzonego w latach 1999–2003 przez UŁ, oprócz odnowienia elewacji i dachu uzupełniono wystrój wnętrz o stylizowane witraże. Zastosowano identyczną technologię jak sto lat wcześniej – ornamenty nanoszono metodą malarską i wypalano. Wnętrze uzupełniono także m.in. o złocone klamki z literą „B”.